# Hollywood Film Awards 2017
La 21ª edizione degli Hollywood Film Awards si è svolta il 6 novembre 2017 a Los Angeles in California.

## Vincitori

### Premio alla carriera
- Gary Oldman

### Miglior produttore
- Broderick Johnson, Andrew A. Kosove e Cynthia Sikes Yorkin - Blade Runner 2049

### Miglior regista
- Joe Wright - L'ora più buia (Darkest Hour)

### Miglior attore
- Jake Gyllenhaal - Stronger - Io sono più forte (Stronger)

### Miglior attrice
- Kate Winslet - La ruota delle meraviglie - Wonder Wheel (Wonder Wheel)

### Miglior attore non protagonista
- Sam Rockwell - Tre manifesti a Ebbing, Missouri (Three Billboards Outside Ebbing, Missouri)

### Miglior attrice non protagonista
- Allison Janney - Tonya (I, Tonya)

### Miglior ruolo comico
- Adam Sandler - The Meyerowitz Stories

### Miglior attore rivelazione
- Timothée Chalamet - Chiamami col tuo nome (Call Me by Your Name)

### Miglior attrice rivelazione
- Mary J. Blige - Mudbound

### Miglior volto nuovo
- Jamie Bell - Le stelle non si spengono a Liverpool (Film Stars Don't Die in Liverpool)

### Miglior cast
- Caitlin Carver, Paul Walter Hauser, Allison Janney, Julianne Nicholson, Margot Robbie e Sebastian Stan - Tonya (I, Tonya)

### Miglior cast rivelazione
- Jonathan Banks, Mary J. Blige, Jason Clarke, Garrett Hedlund, Jason Mitchell, Rob Morgan e Carey Mulligan - Mudbound

### Miglior cast comico
- Holly Hunter, Zoe Kazan, Kumail Nanjiani e Ray Romano - The Big Sick - Il matrimonio si può evitare... l'amore no (The Big Sick)

### Miglior sceneggiatore
- Scott Neustadter e Michael H. Weber - The Disaster Artist

### Miglior canzone
- Stand Up For Something (musica di Diane Warren, testi di Diane Warren e Lonnie Lynn) - Marcia per la libertà (Marshall)

### Miglior film d'animazione
- Coco, regia di Lee Unkrich ed Adrian Molina

### Miglior documentario
- Can't Stop, Won't Stop: A Bad Boy Story, regia di Sean Combs

### Miglior film in lingua straniera
- Per primo hanno ucciso mio padre (First They Killed My Father), regia di Angelina Jolie e Loung Ung

### Miglior fotografia
- Roger Deakins - Blade Runner 2049

### Miglior compositore
- Thomas Newman - Vittoria e Abdul (Victoria & Abdul)

### Miglior montatore
- Sidney Wolinsky - La forma dell'acqua - The Shape of Water (The Shape of Water)

### Migliori effetti visivi
- Dan Barrett, Dan Lemmon, Joe Letteri ed Erik Winquist - The War - Il pianeta delle scimmie (War for the Planet of the Apes)

### Miglior sonoro
- Dave Acord ed Addison Teague - Guardiani della Galassia Vol. 2 (Guardians of the Galaxy Vol. 2)

### Migliori costumi
- Jacqueline Durran - La bella e la bestia (Beauty and the Beast) e L'ora più buia (Darkest Hour)

### Miglior trucco e acconciatura
- Jenny Shircore - La bella e la bestia (Beauty and the Beast)

### Miglior scenografia
- Dennis Gassner - Blade Runner 2049